# Lussagnet
Lussagnet ist eine französische Gemeinde mit 77 Einwohnern (Stand 1. Januar 2022) im Département Landes in der Region Nouvelle-Aquitaine (vor 2016: Aquitanien). Die Gemeinde gehört zum Arrondissement Mont-de-Marsan und zum Kanton Adour Armagnac.
Der Name in der gascognischen Sprache lautet Lussanhet.
Die Einwohner werden Lussigniens und Lussigniennes genannt.

## Geographie
Lussagnet liegt ca. 25 km südöstlich von Mont-de-Marsan in der historischen Provinz Gascogne an der östlichen Grenze zum benachbarten Département Gers.
Umgeben wird Lussagnet von den Nachbargemeinden:
|                     | Hontanx                                     |                 |
| Le Vignau           | Kompassrose, die auf Nachbargemeinden zeigt | Le Houga (Gers) |
| Cazères-sur-l’Adour |                                             |                 |

Lussagnet liegt im Einzugsgebiet des Flusses Adour.
Das Flüsschen Gioulé und der Ruisseau de la Mourède sind Nebenflüsse des Adour und durchqueren das Gebiet der Gemeinde.

## Geschichte

### Einwohnerentwicklung
Nach Beginn der Aufzeichnungen stieg die Einwohnerzahl bis zur ersten Hälfte des 19. Jahrhunderts auf Höchststände von rund 195. Ab den 1870er Jahren sank die Größe der Gemeinde bei kurzen Erholungsphasen bis zu den 1960er Jahren auf ein Niveau von rund 70 Einwohnern, das bis heute gehalten wird.
| Jahr      | 1962 | 1968 | 1975 | 1982 | 1990 | 1999 | 2006 | 2010 | 2022 |
| --------- | ---- | ---- | ---- | ---- | ---- | ---- | ---- | ---- | ---- |
| Einwohner | 76   | 78   | 67   | 67   | 80   | 82   | 76   | 81   | 77   |

## Sehenswürdigkeiten

### PfarrkircheSaint-Jean-Baptiste
Die Gemeinde war einstmals eine Filialgemeinde von Molez, die heute nicht mehr existiert. Die frühere Kirche wurde in den Hugenottenkriegen verwüstet. Die heutige, relativ kleine Kirche datiert aus dem 18. Jahrhundert und erfuhr in jüngster Zeit eine äußere und innere Instandsetzung. Das Langhaus wird im Norden von einem Seitenschiff flankiert. Es wird durch einen dreiwandigen Chor verlängert, an dem im Süden die Sakristei angebaut ist. Im Westen wird die Fassade mit einem pyramidenförmigen Helm bekrönt, der mit Schiefer gedeckt ist. Die rechteckige Tür der vorgebauten Vorhalle gewährt Einlass in das Kircheninnere. Bemerkenswert sind Altarretabel und Tabernakel der Kirche. Sie litten unter Absenkungen, Insektenbefall und Hausschwämmen, die den Verlust einzelner Elemente und einen großen Teil der Vergoldung verursachte. Die vollständige Restaurierung stellten Glanz und Ausdruck der Werke wieder her. Feine, gedrehte Säulen strukturieren den Tabernakel, an dem über der Tür ein Cherub, zu seinen Seiten in der Schräge Statuetten der heiligen Petrus und Paulus zu sehen sind. Auf den Flügeln sind in Flachreliefs Maria und Josef dargestellt. Oberhalb einer feinen Balustrade birgt eine Nische die Statue von Maria mit Jesuskind zwischen zwei Büsten. Das Retabel besteht aus drei Teilen, die durch Pilaster, Blumengirlanden und Blattwerk abgeteilt und von großen Voluten eingerahmt sind. Auf dem zentralen Flügel ist der Schutzpatron der Kirche, der heilige Johannes der Täufer, dargestellt. In der linken Hand hält er ein Kreuz mit einer Oriflamme, in der anderen eine Schale, um das Wasser für die Taufe zu sammeln, das aus einem Felsen hervorquillt. An seiner Seite ist ein Lamm zu erkennen, ein Symbol des Christus. Auf den Seitenflügeln des Retabels stehen große Statuen der heiligen Petrus und Paulus. Oberhalb des Gesims alternieren Bekrönungen mit großen Blumenvasen. Zur Abrundung des Gesamtwerks ist die Decke im Chor in der Mitte durch eine Rosette aus Stuck verziert, in der Laibung des Eingangsbogens des Chors eine Taube als Symbol des Heiligen Geistes und auf den beiden Bogenzwickeln je ein kniender Engel.

### QuelleSaint Jeanoder Quelledu Salut
Sie befindet sich im Staatsforst von Lussagnet im südöstlichen Teil des Gemeindegebiets. Die Quelle wird seit dem 17. Jahrhundert in den Schriften erwähnt. Gemäß dem volkstümlichen Glauben ist die Wirksamkeit der Heilkraft des Wassers zur Sommersonnenwende am 21. Juni zu Mitternacht am höchsten. Aber die Katholiken feierten bis 1940 am 23. und 24. Juni, dem Namenstag von Johannes dem Täufer, hier ein Fest. Sie badeten im Wasser, das vermutlich in Kesseln erwärmt und in Badewannen gefüllt worden war. An diesen beiden Festtagen wurden Bälle und Kegelspiele organisiert. Händler und Köche versorgten die Teilnehmer. Nach der Aufgabe dieses Brauchs dient das Quellbecken nur noch als Viehtränke. Der Legende nach sammelten Zauberinnen Kräuter und die Kranken kamen, um im Wasser der Quelle zu baden.

## Wirtschaft und Infrastruktur
Lussagnet liegt in den Zonen AOC des Armagnac (Armagnac-Ténarèze, Bas Armagnac und Haut Armagnac), des Blanche-Armagnacs, und des Floc de Gascogne, eines Likörweins.
Unter dem Boden der Gemeinde befindet sich seit 1957 einer der größten Erdgasspeicher Frankreichs. Betreibver ist das Unternehmen Teréga, vormals TIGF (Transport et Infrastructures Gaz France). Im Dezember 2017 wurde die Konzession bis zum 1. Januar 2043 verlängert.

### Sport und Freizeit
Der 75 Hektar große Stausee Lac de la Gioule der auf den Gemeindegebieten von Lussagnet und der Nachbargemeinde Cazères-sur-l’Adour liegt, lädt zum Spazierengehen und Angeln ein. Von einem Beobachtungspunkt kann man zeitweise Zugvögel beobachten, die den See als Zwischenstopp nutzen.

### Verkehr
Lussagnet ist erreichbar über Nebenstraßen der Routes départementales 30 und 64.